# Atanasios Liolios
Atanasios Liolios (ur. 22 lipca 1982 w Janinie) – grecki wioślarz.

## Osiągnięcia
- Mistrzostwa Świata Juniorów – Zagrzeb 2000 – dwójka podwójna – 10. miejsce[1].
- Mistrzostwa Świata – Eton 2006 – czwórka bez sternika wagi lekkiej – 15. miejsce[1].
- Mistrzostwa Europy – Poznań 2007 – czwórka bez sternika wagi lekkiej – 10. miejsce[1][2].